# 죽여주는 이야기
《죽여주는 이야기》는 대학로 연극이다.

## 소개
'죽여주는 이야기'는 자살 사이트 대표 안락사에게 찾아온 고객 마돈나와 바보 레옹이 자살을 의뢰하며 벌어지는 이야기를 그린 블랙 코미디이다.
'죽여주는 이야기'는 자살이라는 무거운 소재를 재미있고 유쾌하게 풀어낸 작품이며 각본은 있지만 관객 참여형 이라 매회 공연할 때마다 새롭고 관객도 주인공이 될 수 있다는 게 큰 매력인 작품이다.
삼형제 엔터테인먼트에서 첫 기획한 작품으로써 2008년 공연을 시작으로 11년 째 많은 관심을 받고 있는 작품이다. 대학로에서도 유명한 스테디셀러 (가장 잘 팔리는 책) 연극이다.
2012년에는 부천국제판타스틱영화제(이하 PiFan)와 모그인터렉티브가 '3D 단편영화 제작지원 프로젝트: BEYOND 3D'(이하BEYOND 3D)의 최종 시나리오로 선정한 3개 작품 중 하나로,  5월 14일 크랭크인했다. 최종 완성된 작품들은 16회 PiFan 특별전 섹션에서 월드 프리미어로 상영되었다.
2018 한국문화예술회관 연합회 국내우수공연으로 선정되기도 했다.
'죽여주는 이야기'는 사회에 대한 공포, 두려움, 실망과 좌절 등으로
자살을 결심하기도 하지만 현실 속에서 삶에 대한 용기를 얻을 수 있다는 메시지를 던지고 있다.
현재는 서울 대학로 환상극장(삼형제 극장)에서 공연 중이다.
| 공연정보 | 공연정보                                                   | 공연정보 |
| -------- | ---------------------------------------------------------- | --- |
| 장르     | 연극                                                       | 연극 |
| 성향     | 코미디/사회극                                              | 코미디/사회극 |
| 공연장소 | 대학로 환상 극장 (죽여주는 이야기 전용관) / 지역마다 다름. | 대학로 환상 극장 (죽여주는 이야기 전용관) / 지역마다 다름. |
| 공연정보 | 출연자 (공연마다 배우들이 다름)                            | 안락사역 : 서호영, 김선태, 이봉근, 김무준, 김기목, 노진욱, 서정훈, 권기남, 유동원, 가정환, 유혜성, 서정훈, 김동규 등등 마돈나역 : 박교린, 오아영, 김태희, 김미진, 김현지, 이진우, 김주사랑, 김영재, 박선하, 조시연, 이은주 등등 바보레옹 역 : 박상현, 조제상, 이계원, 김정빈, 조웅희, 김건, 연제성, 이진우, 김정인, 김상윤, 노진완, 최다운, 양진영 등등 |
| 공연정보 | 관람연령                                                   | 8세이상 |
| 공연정보 | 러닝타임                                                   | 100분 (1시간 40분) |
| 공연정보 | 공연 요일                                                  | 월요일 : 휴일 |
| 공연정보 | 공연 기간                                                  | 2008년 5월 15일 ~ 오픈런 |
| 공연정보 | 티켓가격                                                   | 일반석 35000원 |
| 스태프   | 극작 / 각색가                                              | 이훈국 |
| 스태프   | 연출가                                                     | 이훈국 |
| 기타     | 기획사정보                                                 | 제작 : 삼형제 엔터테인먼트 |

### '죽여주는 이야기 등장인물 소개'
- 안락사 역 : 신선하고 다양한 상품으로 소비자에게 죽음을 맞게 해주는 자살 사이트. 사이트 운영자 겸 대표의 닉네임. 죽음을 조장하고 방관하는 듯 손님들에게 단번에 죽음을 주선하는 역.

- 마돈나 역 : 죽고자 자신의 신분을 감춘 채 '안락사'를 찾아온 여자
- 바보레옹 역 : 자신의 신분을 감춘 채 '안락사'를 찾아온 순수한 살인 청부업자

## '죽여주는 이야기'시놉시스(synopsis)
스카이다이렉트, 줄 없는 번지 점프, 엎드려서 떡 먹기 무엇에 쓰이는 이름일까?
신선하고 다양한 상품으로 소비자에게 확실한 '죽음' 을 맞게 해주는 자살 사이트가 있다.
사이트 운영자 겸 대표 닉네임 안락사, 자살 업계에서 알아주는 이 '남자'는 다른 자살 사이트에서 손님들을 가로채는 방식으로 몇 년 째 사업을 계속해오고 있다.
손님들에게는 단번에 확실한 죽음을 추천하면서, 자신은 단속을 피해 하이에나 같은 생활을 하는 진정한 프로. 그의 손을 거쳐 사라진 이들만 해도 자살을 원하는 사람이라면 누구나, 심지어 연예인까지 셀 수 없을 정도다. 그러던 어느 날, 그런 그 남자 앞에 정체를 알 수 없는 신비한 여자가 나타났다. 무엇  때문에 죽으려는 지 이유를 도무지 알 수 없는 여자, 그리고 그 여자가 데려온 멍청한 사내.
죽여주는 곳에서 그들의 사연이 드러나면서 서로의 실체도 밝혀진다. 이들은 과연 본인이 원하는 최후를 맞이할 수 있을 것인가

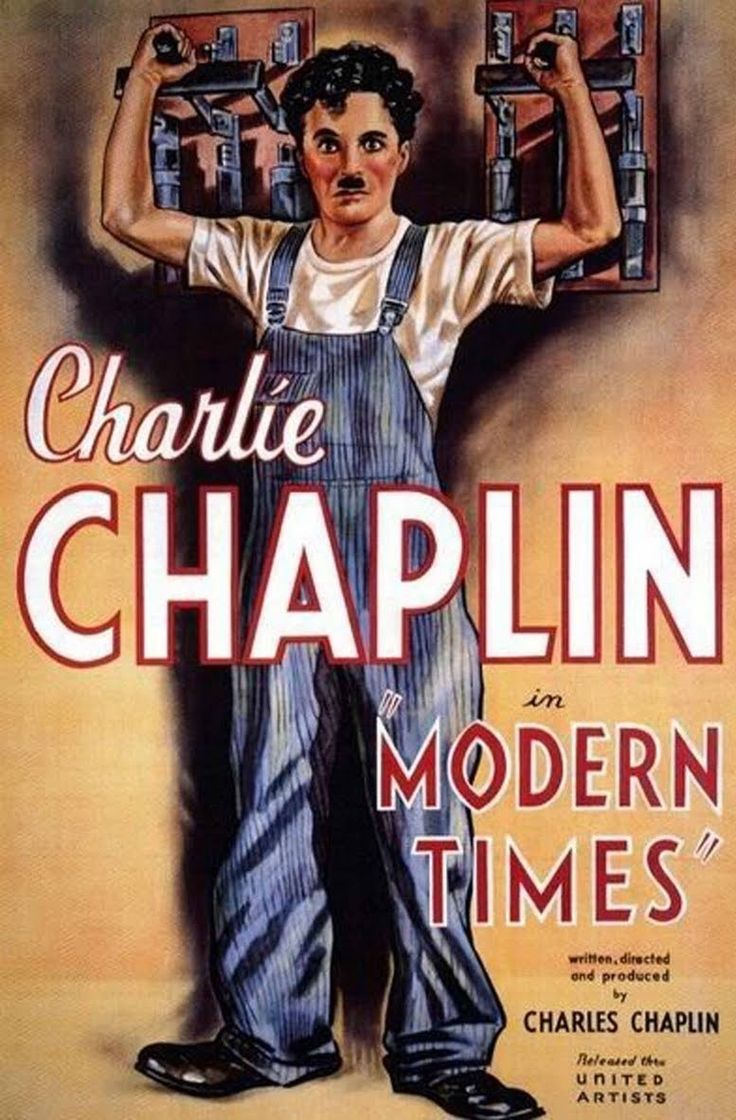
Modren Times(1936년)

## 블랙 코미디(black comedy)
희극의 한 형식으로서 고통, 우연, 잔혹, 죽음이라는 비극의 제재로부터 웃음을 유발 시킨다. 비극은 극이 다루는 고통의 의미를 전달하며 대상과 거리를 두는 자기 방어적인 과정을 보여줘 관객을 웃게 만들지는 않지만, 블랙 코미디는 이와 다르다. 어두운 소재나 정치적으로 옳지 않은 소재를 과장하거나 익살스럽게 풍자하는 것을 일컫는다.
1940년 프랑스 초현실주의 작가 앙드레 브르통이 <<블랙 유머 선집>>이라는 책을 발간하면서 블랙 유머, 블랙 코미디라는 말이 쓰이기 시작했다.
코미디의 일종으로 웃음을 끌어내는 것이 목적이나 인간과 세계의 모순성, 부조리함을 느끼게 하는 역설적인 유머를 사용한다.
익살스럽지만 곰곰이 생각해보면 지극히 현실적이고 냉정한 상황 혹은 현실에 존재할 수 있는 잔인한 상황들 속에서 익살스러움과 풍자를 불러일으키는 것이 블랙 코미디의 핵심이다. 간단히 말하면 나쁜 것을 비꼬아서 웃기는 것이다. 찰리 채플린이 만든 코미디 영화(모던 타임스)도 이것에 해당된다. 세상에 대한 비판적인 시선을 담은 특성 때문에 세태 비판, 정치, 사회적인 메시지를 담는 경우가 많다. 고전적인 블랙 코미디가 희극 전통에 바탕을 두고 인간 사회를 풍자했다면 현대로 넘어서면서 그 강도는 더 세졌다.

### 블랙 코미디 관련 작품 예시 7 (해외)
1. 스펀지밥(1999년~ 현재진행중 시리즈 작품) :tv만화로 대표적인 블랙 코미디를 다루었다.
2. 위기의 주부들(2004년~2012년 시리즈 작품) : 교외 중산층 마을의 어두운 면을 유머 있게 풀어나가는 블랙 코미디로써 한국의 SKY캐슬과 비슷한 내용을 담고 있다.
3. 버드맨(2014년 작품) : 성공했었으나 바닥까지 내려간 사람의 이야기 통해 할리우드의 이면 거침없이 그리며 동시에 풍자해 현실 표현했다.
4. 그랜드 부다페스트 호텔(2014년 작품) : 살인 사건이 바탕인 스토리 전개임에도 불구하고 풍자와 유머의 균형이 절묘해 세상에서 희망을 말하는 블랙 코미디이다.
5. 엑시덴탈 러브(2015년 작품) : 로맨틱 코미디이나, 미국의 의료 보험 제도에서 더 나아가 무능한 정치 판에 대한 신랄한 비판을 담아내고 있는 블랙 코미디 표방했다.
6. 쓰리 빌보드(2017년 작품) : 딸의 사건에 있어서 무능한 경찰과 사회 시스템을 풍자하면서 이에 맞서 싸우는 평범한 우리들의 자화상을 보여주는 영화이다.
7. 스탈린이 죽었다!(2019년 작품) : 스탈린의 죽음 이후 측근들이 벌이는 권력 쟁탈 과정을 블랙 코미디로 표현하고 역사에서 중요한 분기점이 되는 당시를 희화화 하고 있다.

<예시- '스펀지밥'에서의 대표적인 블랙 코미디>
| 에피소드 목록     | 풍자한 것들                                       |
| ----------------- | ------------------------------------------------- |
| 내 지역 텍사스    | 미국 내 지역감정 풍자                             |
| 다람이의 복수     | 언어폭력과 은따 풍자                              |
| 집게리아 파업소동 | 임금, 노동력, 복지 등으로 갈등하는 노사 관계 풍자 |

### 블랙 코미디 관련 작품 예시 7 (국내)
1. 괴물(2006년 작품) : 한 가족의 슬픔과 고통을 철저하게 무시하던 국가와 사회를 풍자해 진정한 괴물이 누군지 보여주는 영화이다.
2. 끝까지 간다(2014년 작품) : 뇌물을 받아 징계를 받거나 시체를 유기 하는 경찰, 무거운 분위기를 가라앉혀주고 등장인물들을 풍자한 블랙 코미디이다.
3. 더 킹(2017년 작품) : 부패한 검사들이 자신의 권력을 유지하기 위해 정치 공작을 하는 등장인물을 통해서 권력의 민낯을 풍자한 블랙 코미디이다.
4. 7호실(2017년 작품) : 자본주의 사회에서 을의 삶을 통해 사회의 민낯을 그리며 풍자한 블랙 코미디이다.
5. 완벽한 타인(2018년 작품) : 스마트폰에 자신의 모든 비밀이 담겨있다는 현 사회를 적당히 비꼬아 풍자한 블랙 코미디 작품이다.
6. SKY 캐슬 (2018년 작품) : 대한민국 상위 0.1%가 모여 사는 SKY 캐슬 속 부모들과 아이들의 몰락 과정을 그린 블랙 코미디이다.
7. 기생충(2019년 작품) : 빈곤한 소시민 중에서도 한 부류를 구분해 그들을 비극으로 몰아가는 과정 보여주면서 풍자했다.

## <라스트 위시>죽여주는 이야기 2 -엉터리 자살 연구소 소개
'죽여주는 이야기' 작품을 만들어낸 이훈국은 앞선 작품과 비슷하게 자살을 소재로 한 뮤지컬 '라스트위시' 죽여주는 이야기2 - 엉터리 자살 연구소 쓰고 연출했다.
| 공연정보 | 공연정보                     | 공연정보 |
| -------- | ---------------------------- | --- |
| 장르     | 대학로 뮤지컬                | 대학로 뮤지컬                                                                                                 |
| 성향     | 코미디                       | 코미디 |
| 공연장소 | 대학로 환상극장(삼형제 극장) | 대학로 환상극장(삼형제 극장)                                                                                  |
| 공연정보 | 출연자                       | 박사 역 : 이훈국 조교 역 :이현진 여고생, 치매노인, 변신한 조교 역 (신은미) 선생님, 치매노인, 청년 역 (이정구) |
| 공연정보 | 관람연령                     | 7세 이상 |
| 공연정보 | 러닝타임                     | 100분 |
| 공연정보 | 공연기간                     | 2011년 10월 31일 ~ 2012년 10월 31일                                                                           |
| 공연정보 | 티켓가격                     | 30000원 |
| 스태프   | 극작/ 연출                   | 이훈국 |
| 기타     | 기획사 정보                  | 삼형제 엔터테인먼트                                                                                           |

### <라스트 위시> 죽여주는 이야기 2 -  엉터리 자살 연구소 시놉시스(synopsis)
수많은 자살에 대한 궤변들을 쏟아내며 자살을 설득 시키는 박사와 괴기해 보이는 여성인 조교가 박사의 자살 연구소를 운영한다. 이들은 자살을 연구도 하지만 고객들에게 돈을 받고 대신 죽여주는 역할도 하고 있다. 이들에게 죽음을 의뢰하며 죽으러 오는 사람들 그리고 죽음을 찬양하는 박사와 조교. 이곳에 자살을 하러 온 사람들은 어떤 사람들일까? 또 무엇 때문에 죽으려 하는 것인가? 그 해답을 뮤지컬 <라스트위시> 엉터리 자살 연구소 편에서 찾아본다.

#### <라스트 위시> 죽여주는 이야기 2 -  엉터리 자살 연구소 등장인물 소개
- 박사 역 (이훈국) : 자살을 연구하고 궤변만 늘어놓는 미지의 인물
- 조교 역 (이현진) : 박사의 실패한 연구로 탄생한 괴물
- 여고생, 치매 노인, 변신한 조교 역 (신은미)
- 선생님, 치매 노인, 청년 역 (이정구)

## 관객 참여형 연극
소 극장 공연들이 공연 속에서 관객들을 끌어들여 배우가 객석에 말을 걸거나 가끔 무대로 데리고 나와 분위기를 이끌어 내는 장치이다.
특히 '죽여주는 이야기'는 대놓고 '관객 참여 형식' 을 장르로 내세우고 있다.
공연 중간에 '안락사'가 자신 창고에 있는 상품들을 '마돈나' 에게 하나하나 소개하는 장면이 있는데, 객석이 창고, 관객들을 상품 취급해 참여 시키는 장면이 있다.
관객들의 참여나 적극적인 자세에 따라 재미있는 정도와 연극의 전개 과정이 달라진다.

### 관객 참여를 활용한 공연의 특징 분석
공연 예술의 고유성은 시간과 장소가 주는 ‘현장성과 직접교감’이다. 단순한 장소가 아닌 텍스트에 주어진 공간을 알맞은 장소로 탈바꿈하여 그 장소가 극 공간으로써 관객들에게 인식되고 또한 관객의 현실감과 현장성이 극적 환상과 적절히 연계되어 자기 사유의 확장을 낳을 수 있는 공간의 미학이 창출되는 것이다. 곧 공연이 이루어지는 공간은 어디든 관객에게 무대가 되고 극 공간이 되는 것이다. 이러한 열린 공간의 개념은 관객이 다양한 지각 방식으로 자기 사유를 할 수 있도록 열린 사고의 가능성을 제공한다. 공연 텍스트에 관객이 참여할 수 있는 ‘틈’을 설정한 공연은 관객을 공동 생산자에 위치 시켜 배우와 함께 공연을 완성하도록 유도한다. 이것은 배우가 무대에서 공연을 하는 중 관객을 의도적으로 참여 시키기 위해 사건을 발생 시키는 형식으로서 연극과 무용극, 그리고 넌버벌 퍼포먼스에서 주로 행해지고 있다. 잘 쓰여진 희곡을 무대화 시켜 극적 환상을 보여주는 연극은 스토리와 인물이 존재한다. 여기에 관객이 참여할 수 있는 틈은 사건을 발생 시키고 그 사건을 해결하기 위한 역할로 관객을 위치 시켜 극에 공연의 공동 생산자로서 배우와 소통하고 또 자전적 스토리텔링으로 그런 즉흥적인 상황을 유희로 해소 시킴으로써 극적 재미를 상승 시키는 것이다.

## 일본 진출 현황
'죽여주는 이야기'는 대한민국 최초로 일본에 진출한 연극 공연이다.
2016년 9월 7일부터 13일에 일본 영화 및 공연 제작사 '언스토퍼블 필름'을 통해 ‘트라이앵글-인생 최후의 날’이란 제목으로 도쿄 스미다파크 스튜디오 소우(150석)에서 공연을 했다. 작품의 저작권을 가진 한국 제작사 삼형제 엔터테인먼트의 이훈제 대표는 “올해 공연도 첫날을 시작으로 여러 차례 매진됐다. 일본 제작사가 내년 1월 다시 횟수를 늘려 공연에 들어갈 예정이다”고 밝혔다.

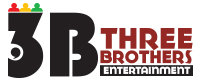
'죽여주는 이야기'을 제작, 주최한 삼형제 엔터테인먼트 로고이다.

| 연도별 일본 진출         | 연도별 일본 진출 | 연도별 일본 진출                                            |
| ------------------------ | ---------------- | ----------------------------------------------------------- |
| 2015년 11월 20일~21일    | 일본 첫 진출     | 일본 첫 진출                                                |
| 2015년 11월 20일~21일    | 장소             | 아사쿠사 목마정                                             |
| 2016년 9월 7일~ 13일     | 제목             | 트라이앵글-인생 최후의 날                                   |
| 2016년 9월 7일~ 13일     | 연출             | 재일 교포 3세 정광성                                        |
| 2016년 9월 7일~ 13일     | 장소             | 도교 스미다파크 스튜디오 소우(150석)                        |
| 2016년 9월 7일~ 13일     | 공연횟수         | 15회                                                        |
| 2016년 9월 7일~ 13일     | 티켓가격         | 4200엔(약 4만 5000원)                                       |
| 2016년 9월 7일~ 13일     | 출연진           | 관리인 역 : 후카와 슌타 자살 지원하는 여자 역 : 치요다 유이 |
| 2017년 7월 1일~10월 9일  | 장소             | 동경 유명 예술 극장                                         |
| 2018년                   | 기획             | 요시무라유                                                  |
| 2018년                   | 출연진           | 크게교우헤이                                                |
| 2019년 5월 15일~7월 21일 | 장소             | 다카다노바바 라비네스토극장 사욕천창 극장                   |

## 삼형제 엔터테인먼트 마케팅 전략
상생 마케팅을 내세웠다. 고생하는 주변 상인들에게 응원 메시지와 함께 여름에는 선풍기, 겨울에는 온열기를 하면, 국수 가게 등 음식 노점에는 메뉴판을 디자인, 제작해주었다. 옷가게는 매출 향상을 위해 현수막을 만들어주기도 했고, 명절 때에는 생활용품 선물세트를 일일이 챙겨 제공했다. 대학로 300여개 점포와 지역 제휴를 맺고 거리를 대표하는 노점들과 함께 문화 공동체를 만들어갔다. 관악구 청소년들이 무료로 '죽여주는 이야기' 연극을 볼 수 있도록 서울 관악경찰서와 업무 협약을 맺었다. 청소년 문화 선도 활동의 일환으로 청소년들이 폭력과 자살에 휘말리지 않도록 재능 기부에 나섰다.

## 삼형제 엔터테인먼트 또 다른 작품

### <킬링 힐링>
| 공연정보 | 공연정보          | 공연정보 |
| -------- | ----------------- | --- |
| 장르     | 대학로 뮤지컬     | 대학로 뮤지컬 |
| 성향     | 코미디 / 미스터리 | 코미디 / 미스터리 |
| 공연장소 | 부산 용천소극장   | 부산 용천소극장 |
| 공연정보 | 등장인물 소개     | 박사 : 자신만의 철학과 방법으로 고객들에게 확실한 죽음을 선사하는 '자살연구소의 괴짜박사' 조교 : 영화 속 캐릭터가 본인이라 착각중이며 박사의 유일한 조교 선생 : 두부멘탈을 지녔으며 미안한게 많은 선생님 여고생 : 당신 눈앞에 선 101명의 소녀가 될뻔한 아이돌지망생. 삐딱하기 그지없는 소녀. 노부부 : 세상에서 가장 슬픈 죽음을 선택하려는 노부부 오덕후 : 미쿠짱을 사랑한 덕후 |
| 공연정보 | 관람연령          | 미취학 아동관람 불가 |
| 공연정보 | 러닝타임          | 90분 |
| 공연정보 | 공연기간          | 2016년 6월2일 ~7월 31일 |
| 공연정보 | 티켓가격          | 30000원 |
| 스태프   | 극작/ 연출        | 이훈국 |
| 기타     | 기획사 정보       | 삼형제 엔터테인먼트 |

#### 킬링힐링 시놉시스(synopsis)
자살을 최고의 죽음이라는 일념하에 죽음을 선사하는 자살 연구소를 박사.
그런 그에게 죽고 싶다는 찾아오는 각양각색의 손님들 그리고 밝혀진 박사의 정체!
살벌한 곳에서 살벌한 인물들이 '자살'이라는 살벌한 이야기를 하는데 왜 이리 웃음이 터지는 건지...
공연을 통해 그 진실을 파헤쳐 보자